# Otari
Otari (小谷村, Otari-mura) est un village du district de Kitaazumi, dans la préfecture de Nagano, au Japon.

## Géographie

### Situation
Le village d'Otari est situé dans le nord-ouest de la préfecture de Nagano, sur l'île de Honshū, au Japon. C'est un village de montagne qui s'étend dans sa longueur du nord au sud sur 21 km au nord-ouest de la ville de Nagano, entre le massif montagneux des Alpes du Nord à l'ouest, et les massifs des monts Kubiki et Iizuna à l'est.
La mer du Japon est à environ 15 km, au nord du village.

### Démographie
Au 1er janvier 2016, la population d'Otari s'élevait à 3 087 habitants répartis sur une superficie de 267,91 km2 (dont 88 % de forêt).
La population du village ne cesse de décroître depuis les années 1950, passant de 8 279 habitants en 1950 à 4 474 en 1990 puis à 3 221 en 2010.

### Municipalités voisines
| Itoigawa | Itoigawa | Myōkō          |
| Itoigawa | Otari    | Myōkō / Nagano |
| Hakuba   | Hakuba   | Nagano         |

### Hydrographie
Il est traversé du sud au nord par le fleuve Hime dont l'embouchure se trouve à Itoigawa, au bord la mer du Japon, dans la préfecture de Niigata. D'Otari jusqu'à Itoigawa, le fleuve Hime s'écoule le long de la ligne tectonique Itoigawa-Shizuoka.

## Économie
Le village d'Otari est essentiellement une commune agricole qui produit des légumes, des fruits (pommes, myrtilles, raisin), du riz et du blé.
L'exploitation forestière est aussi une activité industrielle bien implantée.

## Histoire
Des fouilles archéologiques effectuées en divers endroits du village d'Otari ont permis d'établir que des hommes ont habité le site du village environ 5 000 ans av. J.-C. (fin de la période Jōmon).
La première mention historique d'un lieu nommé « Otari » apparaît dans des documents historiques datant de l'époque de Kamakura (1185-1333). L'existence d'un résidence impériale d'été dévolue à une fille d'un empereur retiré est évoquée.
Durant l'époque féodale (1185-1603), le domaine impérial est divisé en plusieurs fiefs sous le contrôle de seigneurs féodaux. La région se développe alors notamment grâce aux échanges commerciaux le long de la Shio no michi (route du sel).
À l'époque Sengoku (milieu du XVe siècle-fin du XVIe siècle), le château de la famille Iimori installée dans la province de Shinano passe dans le domaine du gouverneur féodal Takeda Shingen.
À l'ère Edo, dans le Japon unifié de la dynastie des Tokugawa, le territoire de l'actuel village d'Otari est intégré au domaine de Matsumoto.
Après l'abolition du système des domaines féodaux traditionnels au début de l'ère Meiji (1868-1912), de nombreux hameaux et villages se développent sur les ruines de l'ancien domaine du clan Matsumoto. Ces nouvelles municipalités sont intégrées à la préfecture de Matsumoto nouvellement créée puis à celle de Nagano.
En 1889, en application du nouveau système d'administration des municipalités mis en place par le gouvernement de l'empire du Japon installé à Tokyo, le processus de fusion des hameaux et villages entamé en 1875 s'accélère. Le village de Minamiotari est alors fondé.
Le 1er avril 1958, le village de Minamiotari est fusionné avec les deux villages voisins, Kitaotari et Nakatsuchi, pour former le village d'Otari dans la préfecture de Nagano.

### Inondations de 1911
Le 8 août 1911 au matin, dans le village d'Otari, le débordement du fleuve Hime provoqué par un glissement de terrain sur le versant nord du mont Hieda cause la mort de 23 personnes et détruit 26 habitations. Des rizières sont inondées et des centaines de villageois doivent être évacués de la zone envahie par les eaux boueuses.

## Culture locale et patrimoine

### Patrimoine naturel

#### Mont Amakazari

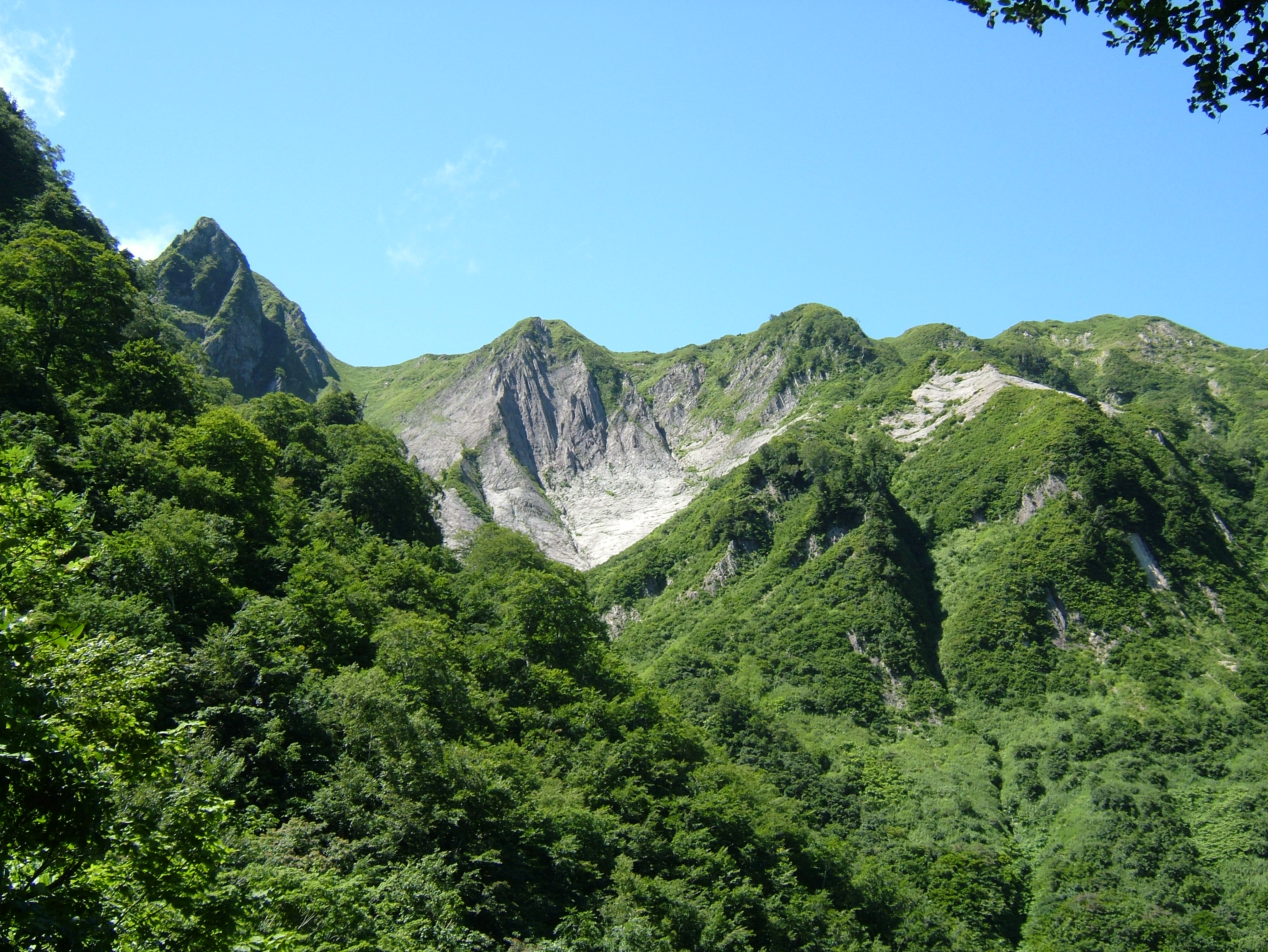
Mont Amakazari : oreilles de chat.

Le mont Amakazari, dont le sommet culmine à une altitude de 1 963 m, s'étend au nord du village d'Otari. Il est classé parmi les 100 montagnes célèbres du Japon.
Il est couramment surnommé « oreilles de chat » (猫の耳, neko no mimi).

#### Onsen
Le village possède une station thermale : Otari onsen. Ouverte depuis 1555, elle met en valeur une source chaude d'origine volcanique découverte au milieu du XVIe siècle par un vassal du clan Takeda. Elle aurait servi de lieu secret de détente à Takeda Shingen, un des principaux daimyōs ayant combattu pour le contrôle du Japon durant l'époque Sengoku (milieu du XVe siècle-fin du XVIe siècle).

#### Route du sel
Des traces de l'ancienne « Route du sel » (塩の道, Shio no michi), qui permettait autrefois d'acheminer des fruits de mer et du sel extrait de la mer du Japon jusqu'au château de Matsumoto, sont visibles dans le village d'Otari.

#### Stations de ski

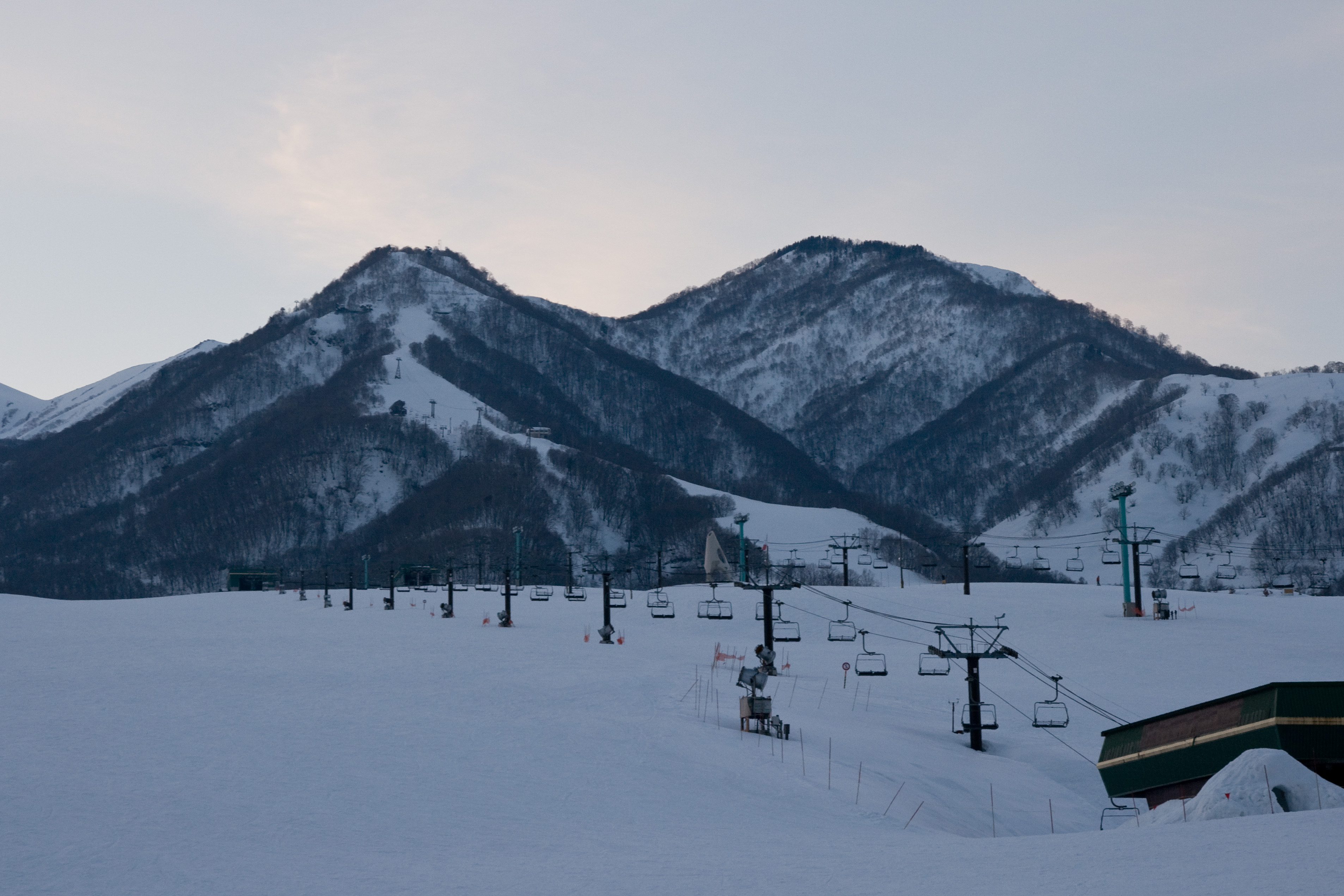
Station de ski Tsugaike-Kōgen.

Situé dans la vallée de Hakuba, au pied des Alpes du Nord, le village d'Otari possède quelques stations de ski où se pratiquent le ski alpin et le ski de randonnée.

### Patrimoine gastronomique
La cuisine d'Otari exploite les richesses naturelles en fruits, légumes, poissons et gibiers de la région.
Le village produit du sarrasin à partir duquel sont confectionnées des sobas, un mets qui a son festival chaque année d'octobre à novembre, l'Otari shinsoba matsuri. Une autre spécialité culinaire du village d'Otari est le chanoko. Il est constitué d'une pâte de sarrasin fermenté additionnée de légumes (notamment de la pomme de terre), de champignons, de fruits, de pulpe de soja poêlée pour former des petits pains qui sont ensuite cuits à la vapeur ou grillés et assaisonnés de sel ou de sauce de soja. C'est une variante de l'oyaki d'Ogawa, un village voisin.

## Symboles municipaux
La bannière d'Otari est composée d'un cercle surmonté du sinogramme japonais : 小 (petit) stylisé. Ce motif, qui suggère une progression vers le ciel, représente une montagne et un courant d'eau claire, et symbolise le développement sans limites du village par des villageois solidaires entre eux et vivant en paix.

## Jumelages
Le village d'Otari est jumelé avec les municipalités suivantes :
- Marlborough (Nouvelle-Zélande) depuis le 16 janvier 1991 ;
- Ottery St Mary (Angleterre) depuis le 4 mai 1992.